# François Bonneau (homme politique, 1958)
Pour les articles homonymes, voir François Bonneau.
François Bonneau, né le 8 février 1958 à Rouillac (Charente), est un homme politique français, classé divers droite. Il est président du conseil départemental de la Charente de 2015 à 2020 et sénateur (apparenté Union centriste) depuis 2020.

## Biographie

### Jeunesse et formation
François Bonneau est élève à l'établissement Saint-Paul à Angoulême, avant d'entamer des études de pharmacie à l'université de Bordeaux II. Il reprend la pharmacie familiale à Rouillac en 1981 ; il cède son officine en octobre 2015 pour se consacrer pleinement à sa fonction de président de conseil départemental de la Charente.

### Parcours politique

#### Débuts
En 1983, François Bonneau fait son entrée en politique. La même année, le maire de Rouillac, Claude Mesnard, lui propose de rejoindre son équipe. Depuis le 13 mars 1983, Bonneau est élu conseiller municipal de Rouillac. Il est également adjoint au maire de 1989 à 2001. 
En 1992, avec la création de la communauté de communes du Rouillacais, il devient conseiller communautaire.

#### Élu départemental
Après s'être présenté aux élections cantonales[Quand ?], François Bonneau fait son entrée au conseil général de la Charente. Il appartient à la majorité de centre-droit jusqu'en 2004.
Candidat aux élections départementales de 2015 en compagnie de Marie Henriette Beaugendre, il est élu conseiller départemental du nouveau canton de Val de Nouère. Le 2 avril 2015, il est choisi par la nouvelle majorité pour devenir président du conseil départemental de la Charente.

#### Sénateur de la Charente
Avec le soutien des Républicains, il est élu sénateur de la Charente le 27 septembre 2020. Il siège ensuite en tant que membre apparenté au groupe Union centriste au sein de la chambre haute.  

#### Président de l'association de l'École 42
En mars 2021, François Bonneau devient président de l'association de l'École 42 d'Angoulême créée par l'homme d'affaires et fondateur de Free, Xavier Niel.
L'École 42 d'Angoulême, qui ouvre ses portes en juillet 2021, est une école de programmation informatique privée, à but non-lucratif et gratuite. Elle est la troisième École 42 en France.

## Détails des fonctions et mandats
- Depuis 1983 : conseiller municipal de Rouillac
- Depuis 1992 : conseiller communautaire du Rouillacais
- De 2001 à 2015 : conseiller général pour le canton de Rouillac
- De 2006 à 2015 : chef de file de l'opposition départementale
- De 2015 à 2020 : président du conseil départemental de la Charente
- Depuis le 2 avril 2015 : conseiller départemental pour le canton de Val de Nouère
- Depuis le 1er octobre 2020 : sénateur de la Charente
- Depuis mars 2021 : président de l'association de l'Ecole 42 d'Angoulême

## Distinction
Le 1er janvier 2018, François Bonneau est élevé au rang de chevalier de la Légion d’honneur par le président de la République, Emmanuel Macron.